# Big Shark
Big Shark è un singolo del rapper britannico Russ Millions, pubblicato il 1º luglio 2021 per le etichette Warner Music Group, Parlophone e One of a Kind.

## Antefatti
Durante il mese di novembre 2020, i profili social del rapper Dutchavelli sono stati hackerati. Tra i suoi messaggi era presente una conversazione con la cantante Stefflon Don, scopertasi poi sua sorella, in cui lei gli consigliava di non lavorare con Russ Millions, chiamandolo "Baby Shark" in riferimento alla canzone virale.
A febbraio 2021, Russ mostrò un'anteprima del pezzo sul suo profilo Instagram, intitolato Baby Shark: il nome venne poi cambiato in Big Shark. Il 20 giugno venne pubblicato il teaser ufficiale della canzone, uscita poi il 1º luglio.

## Video musicale
Il videoclip del brano è stato reso disponibile in contemporanea con l'uscita del singolo sul canale YouTube di GRM Daily. Nel video è presente un cameo di Stefflon Don.

## Tracce
Testi di Russ Millions, Rxckson e J1 GTB, musiche di Rxckson e J1 GTB.
1. Big Shark – 3:12

## Formazione
- Russ Millions – voce, testo
- Rxckson – produzione, testo
- J1 GTB – produzione, testo
- Shylo Millwood – programmazione
- Fumez The Engineer – mastering, missaggio, registrazione

## Classifiche
| Classifica (2021) | Posizione massima |
| ----------------- | ----------------- |
| Irlanda           | 90                |
| Regno Unito       | 54                |